# قطعنامه ۱۷۷۱ شورای امنیت
قطعنامه ۱۷۷۱ شورای امنیت سازمان ملل متحد که در تاریخ ۱۰ اوت ۲۰۰۷ تصویب شد، سندی بین‌المللی دربارهٔ اوضاع در مورد جمهوری دموکراتیک کنگو است. این قطعنامه طی نشست ۵۷۳۰ام با ۱۵ رای موافق، ۰ مخالف و ۰ ممتنع تصویب شد.